# Leoni di San Marco
Leoni di San Marco fu una società italiana di rugby a 15 di Padova, fondata il 29 novembre 1927, prima squadra cittadina in ordine cronologico, nonché seconda del Paese dopo la milanese Sport Club Italia.

## Storia
La formazione nacque per iniziativa di uno studente padovano, Piero Son e sotto il patrocinio di Pietro Pierobon e Amedeo Fusari, delegato federale per il rugby del Veneto.
La squadra debuttò il 19 marzo 1928 in casa della XV Leonessa e a gennaio 1929 disputò la sua prima partita fuori dai confini patrii, in Romania contro l'RCT Bucarest (sconfitta 0-11).
Partecipò al primo campionato italiano di rugby nel 1929 giungendo terzo in un girone con S.S. Lazio e Bologna e non qualificandosi quindi per la finale del titolo.
Nel 1930 cessò ogni attività, entrando a far parte della neonata polisportiva Associazione Fascista Calcio Padova.